# Киркпатрик, Мария Мануэла
Мария Мануэла Энрикета Киркпатрик де Клоузбурн-и-де Гревинье (исп. María Manuela Kirkpatrick de Closeburn y de Grévignée; 24 февраля 1794 — 22 ноября 1879), в браке графиня де Монтихо (condesa consorte de Montijo) — мать французской императрицы Евгении, двоюродная сестра Лессепса.

## Биография
Дона Мануэла родилась в семье шотландца по происхождению и консула в испанском городе Малага Виллема Киркпатрика и его супруги Марии Франсуазы де Гревинье. Мануэле было дано блестящее по тем временам образование, она была очень талантливым ребёнком. 
В 1817 году она вышла замуж за Дона Киприано де Палафокс-и-Портокарреро (1785—1839), графа де Теба, позже графа де Монтихо, гранда Испании, ветерана наполеоновских войн. У них было две дочери и сын Пако, который умер молодым:
- Мария Франсиска (1825–1860), стала женой 15-го герцога Альбы и 8-го герцога Бервика (1821—1881), одного из самых богатых людей Испании, трое детей,
- Евгения (1826–1920), вышла замуж за принца Наполеона Бонапарта, который стал последним императором Франции, а Евгения — императрицей, сын - Наполеон IV (1856—1879).

В 1830-х годах Мануэла вместе с дочерьми переехала в Париж для того, чтобы девочки получили образование. Мануэла очень сильно сдружилась с Проспером Мериме, с которым она познакомилась в Испании. Он стал преподавать её дочерям французский и испанский языки.
В 1837 году она уехала в Англию, чтобы продолжить обучение своих дочерей, но вскоре они снова вернулись в Париж. После смерти мужа Мануэла стала занимается общественной жизнью, принялась искать мужей для своих дочерей.
Мануэла прожила 85 лет и скончалась в 1879 году. Её праправнучка, 18-я герцогиня Альба, была носительницей самого большого количества титулов в мире.